# Marius Thommesen
Marius Thommesen (ur. 22 marca 1988) – norweski zapaśnik walczący w stylu klasycznym. Jedenasty na mistrzostwach świata w 2015. Siódmy na mistrzostwach Europy w 2010. Zajął 24 miejsce na Igrzyskach europejskich w 2015. Zdobył srebrny medal na mistrzostwach nordyckich w 2014 roku.